# Simfonia núm. 3 (Hanson)
La Simfonia núm. 3 (1938) és una simfonia en quatre moviments composta pel compositor nord-americà Howard Hanson. Els tres primers moviments es van acabar el 1936, una revisió el 1938 va afegir el moviment final a la simfonia. El temps d'actuació típic és d'aproximadament 36 minuts. L'obra, encarregada per l'⁣Orquestra Simfònica de la CBS, va ser escrita en commemoració del 300è aniversari del primer assentament suec a Delaware el 1638.

## Instrumentació
La Simfonia núm. 3 està escrita per a dues flautes, un flautí, dos oboès, una trompa anglesa, dos clarinets en si bemoll, un clarinet baix, dos fagots, quatre trompes en fa, tres trompetes en do, tres trombons, una tuba i timbals i cordes.

## Moviments
1. Andante lamentando – Agitato
2. Andante tranquillo
3. Tempo scherzando
4. Largamente e pesante

## Representacions i publicacions
Els tres primers moviments van ser interpretats el 19 de setembre de 1937, dirigits pel mateix compositor. La primera interpretació de l'obra en la seva totalitat va ser feta el 26 de març de 1938 pel compositor dirigint l'⁣Orquestra Simfònica de l'NBC. Més tard va ser interpretat en la seva primera aparició per la temporada de subscripció per l'⁣Orquestra Simfònica de Boston el novembre de 1939, dirigida per Serge Koussevitzky. La simfonia va ser publicada per CC Birchard de Boston per a l'⁣Eastman School of Music el 1941.

## Enregistraments
Hi ha tres enregistraments comercials d'aquest treball publicats, un enregistrament de 1940 de Koussevitzky dirigint la Boston Symphony Orchestra publicat per Biddulph Recordings, un enregistrament de 1966 dirigit per Hanson amb l'⁣Eastman-Rochester Orchestra publicat per Mercury Records, i un enregistrament de Naxos de Gerard Schwarz dirigint la Seattle Symphony Orquestra.